# Podezření (film, 1941)
Podezření (angl. Suspicion) je černobílý mysteriózní film režiséra Alfreda Hitchcocka z roku 1941 s Joan Fontaine a Cary Grantem v hlavních rolích. Snímek byl natočen na motivy novely Before the Fact britského autora kriminálních příběhů Anthonyho Berkeleyho, který psal pod pseudonymem Francis Iles. Film získal ze tří nominací jednoho Oscara a to pro nejlepší herečku.

## Děj

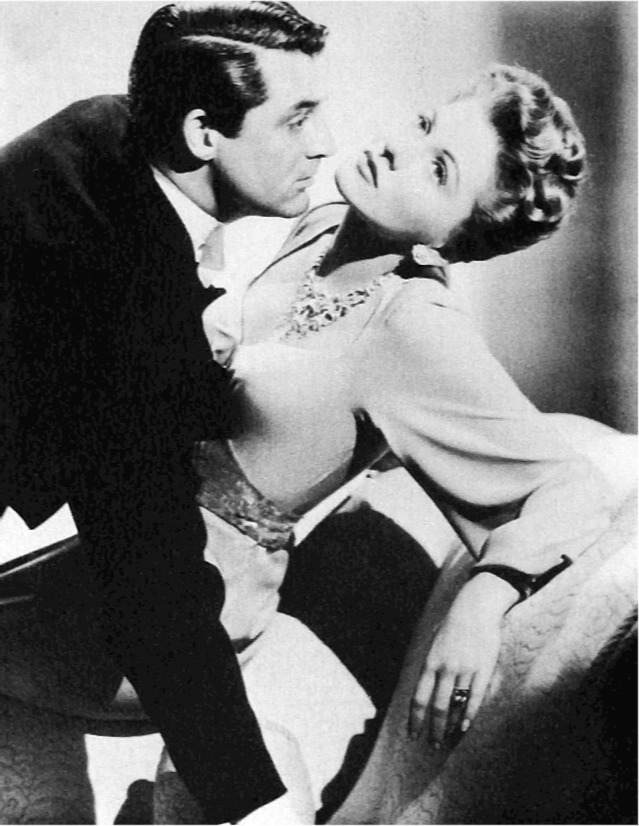
Cary Grant a Joan Fontaine na dobové propagační fotografii k filmu.

Johnnie Aysgarth (Cary Grant) je šarmantní dostihový hráč, který dluží, kam se jen podívá. Ve vlaku se seznámí s nesmělou Linou (Joan Fontaine), dcerou generála McLaidlawa (Cedric Hardwicke). Po několika dalších setkáních ji žádá o ruku a ona souhlasí. Až po návratu z líbánek ji dochází, jak zadlužený je. Dokonce zastaví svatební dar jejích rodičů. Když za záhadných okolností umírá kamarád Beaky (Nigel Bruce), Lina dostane podezření, že vrahem může být právě Johnnie.

## Obsazení
| Cary Grant       | Johnnie Aysgarth  |
| Joan Fontaine    | Lina McLaidlawová |
| Cedric Hardwicke | Generál McLaidlaw |
| May Whitty       | Paní McLaidlawová |
| Nigel Bruce      | Beaky             |
| Isabel Jeans     | Paní Newshamová   |
| Leo G. Carroll   | Kapitán Melbeck   |

## Zajímavosti
- Rozhlasová verze Podezření byla vysílána poprvé v roce 1942 a svou roli namluvila Joan Fontaine.
- Hitchcock chtěl původně udělat z Granta vraha, ale studio to odmítlo s tím, že diváci ho nepřijmou v tak negativní roli.
- Ve scéně, kdy Johnnie přinese Lině sklenici mléka se zdá, jakoby sklenice svítila. Režisér do ní umístil reflektor.
- První film, na kterém se slavný Hitchcock podílel nejen jako režisér, ale taky jako producent.
- Joan Fontain je jedinou herečkou, která získala Cenu Akademie za snímek režírovaný Hitchcockem.
- Ve filmu se objevuje nejen režisérův pes "Johnnie", ale také na okamžik i samotný Hitchcock.
- I když závěrečná scéna nebyla dle režisérových představ, byl nakonec rád, že mu studio RKO Radio dalo svobodnou ruku při natáčení.
- Joan Fontain toužila po roli Liny natolik, že napsala Hitchcockovi dopis a sdělila mu, že bude klidně hrát bez nároku na honorář.
- Hlavní postava Johnnie nazývá svou vyvolenou "Monkey Face" a učiní tak ve filmu celkem devatenáctkrát.
- Premiéra filmu byla ve Radio City Music Hall v New Yorku[2].
- Joan Fontaine porazila na 14. udílení Oscarů v roce 1942 nejen Bette Davis, Greer Garson a Barbara Stanwyck, ale i svou vlastní sestru, Olivii de Havilland[3].

## Ocenění

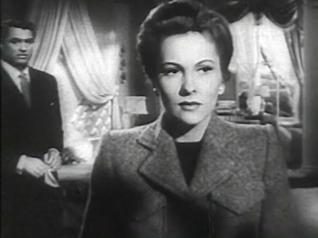
Joan Fontaine a Cary Grant ve filmu

### Oscar
- Herečka v hlavní roli - Joan Fontaine (cena)
- Nejlepší film (nominace)
- Nejlepší hudba - Franz Waxman (nominace)